# Labutí jezero
Labutí jezero (rusky Лебединое озеро, anglicky Swan Lake) je jeden z nejznámějších baletů, který napsal ruský hudební skladatel Petr Iljič Čajkovskij.
Jde o klasický balet o čtyřech aktech. Jako autoři původního libreta jsou běžně uvádněni dramaturg Vladimír Petrovič Begičev a tanečník Vasilij Fjodorovič Gelcer, dle některých ruských teoretiků byl spoluautorem navíc sám Čajkovskij. Světová premiéra baletu se konala 20. února 1877 ve Velkém divadle v Moskvě.

## O díle
Labutí jezero je spolu s Romeem a Julií baletem nejhranějším a nejznámějším. Existuje v nespočtu premiér a verzí, které se liší především v pojetí hlavních rolí Odetty a Odilie. Jde buď o dvojroli, nebo o verzi tančenou dvěma tanečnicemi. Také závěr má dvě verze. Konec může být buď tragický, nebo typický „happyend“.
V srpnu 1875 předložili Valentin Petrovič Běgičev a Fedor Vasiljevič Gelcer P. I. Čajkovskému libreto, k němuž použili jako předlohu pohádku Labutí proud ze sbírky německých národních pohádek. Čajkovského zaujal tento námět pravděpodobně i proto, že již koncem šedesátých let složil pro domácí divadelní produkci kratičký balet Jezero labutí, který se nedochoval, ale jehož motivy téměř jistě v Labutím jezeře zaznívají. Premiéra Labutího jezera se konala v březnu 1877 ve Velkém divadle v Moskvě. Choreografem byl Václav Reisinger a byl to jeden z okamžiků, kdy český umělec vstoupil do světových dějin baletu.
Představení ale nebylo podle dobových zpráv příliš zdařilé a v recenzích se také mluvilo o Čajkovského hudbě jako o monotónní, nudné, bez fantazie a plné divných motivů. Podstatné ale je, že se inscenace i přes tyto reference udržela na repertoáru ve 40 reprízách až do roku 1883 a Joseph Hansen při jejím obnovení (1880 a 1882) vycházel právě z choreografie Václava Reisingera. Jedinou změnu, kterou provedl, bylo rozdělení partu Odetty a Odilie. Nový a rozhodující impuls pro balet znamenalo jeho nové nastudování necelé dva roky po skladatelově smrti. V lednu 1895 uvedlo Mariinské divadlo v Petrohradu novou choreografii baletu, kterou zpracovali Marius Petipa a Lev Ivanov. Toto nastudování se stalo kanonizovanou verzí baletu, která je živá dodnes. Určité další úpravy vyplývají z režijních záměrů a také z pokroku baletní techniky (např. role prince Siegfrieda).
V 80. letech 19. století opustila baletní pohádka s hudbou ruského skladatele ruské hranice a rozšířila se carství. Poprvé se tak stalo v roce 1900, kdy bylo dílo uvedeno ve Velkém divadle ve Varšavě v choreografii Raffaele Grassiho.
Labutí jezero neutrpělo ani I. světovou válkou a po II. světové válce dokonce došlo k rozmachu tance, k rozšíření klasické baletní techniky a klasického repertoáru do Ameriky i Austrálie. Mezi nejfrekventovanější tituly patří dodnes právě Labutí jezero.

## Uvedení v českých zemích

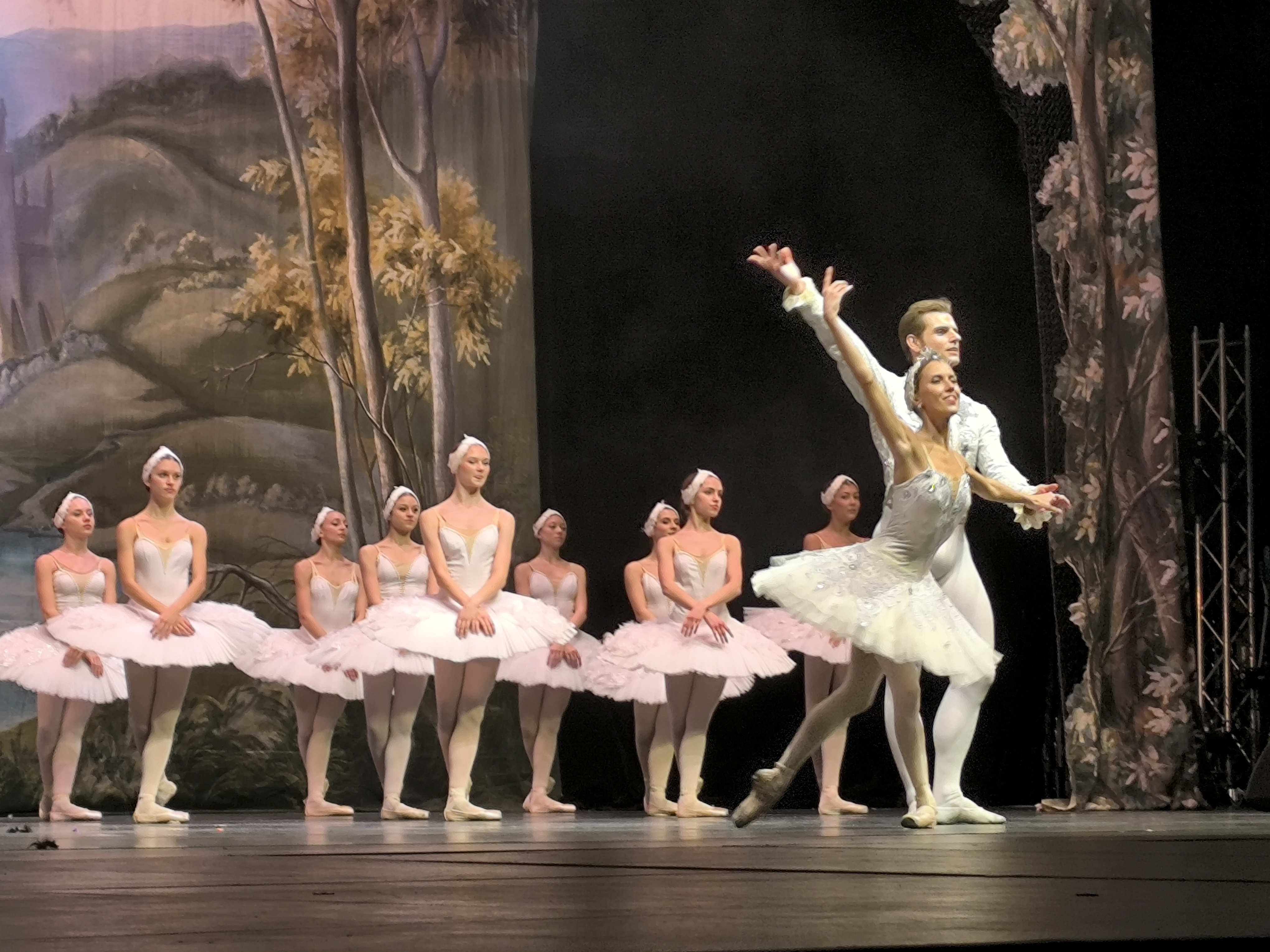
Labutí jezero, Královský balet, Kongresové centrum Praha (2024), Artem Sorochan jako Siegfried a Elisabetta Formento jako Odetta/Odila

- Národní divadlo v Praze uvedlo 6. února roku 1888 jako první zahraniční scéna zkrácenou a upravenou verzi nejslavnějšího II. dějství, již připravil Augustin Berger, který také tančil prince Jaroslava (Siegfrieda); Odettu-Odilii tančila Giulietta Paltrinieri a travesti roli princova přítele Marie Zieglerová. Toto bylo první zahraniční a zároveň jediné představení Labutího jezera, které Čajkovskij viděl; do svého deníku si po zhlédnutí ukázky poznamenal: „Ohromný úspěch – minuta absolutního štěstí.“ [2] Labutí jezero pak bylo v Národním divadle uváděno ještě v následujícím roce. [3]
- Labutí jezero ve čtyřech dějstvích bylo v Národním divadle uvedeno poprvé roku 1907, dále až do současnosti ještě jedenáctkrát (premiéry 1922, 1924, 1935, 1951, 1955, 1963, 1971, 1982, 1996, 2009 a 2019)[4].
- Jihočeské divadlo České Budějovice, premiéra 12. dubna 2002[5]
- Národní divadlo (Státní opera) v Praze, premiéra 28. března 2019
- Janáčkovo divadlo Brno, premiéra 2022
- Kongresové centrum Praha, 16.-17. listopadu 2024, hostující Královský balet Londýn

## Děj
Příběh pojednává o hodné princezně Odettě, kterou zaklel zlý čaroděj Rudovous (někdy pojmenován (von) Rotbart) do labutě. Tu si zamiluje princ a slíbí jí lásku. Ale na oslavu princových narozenin přijde Rudovous se svou dcerou Odílií, které přičaroval podobu Odetty. Princ ji nepozná, myslí si, že to je jeho láska, a tak si ji vezme.
Různá nastudování baletu se liší svým závěrem. V některých Odetta zemře z nešťastné lásky, v jiných nastudováních spolu nešťastní milenci utonou, v dalších princ Odettu zachrání a všechno dobře dopadne.

### Úvod
Princezna Odetta se prochází podél jezera, kde narazí na Rudovouse. Ten ji promění v labuť.

### První akt
Začíná oslavou osmnáctých narozenin prince Siegfrieda. Princ dostává jako dar samostříl. Zároveň mu matka připomíná, že nadešel čas, aby se oženil. Na zámku se připravuje ples, na kterém si má princ vybrat nevěstu. Po oslavě narozenin odjíždí princ s přáteli na hon.

### Druhý akt
Princ je na lovu na břehu jezera, když zrovna přilétají labutě. Labutě se však mění v krásné dívky. Odmítnutý čaroděj Rudovous zaklel dívku Odettu a její přítelkyně do labutí podoby, aby se pomstil její matce. Pouze věrná láska může zničit sílu zlé moci a Odettu zachránit. Princ Siegfried přísahá Odettě věčnou lásku. Avšak to nedodrží.

### Třetí akt
Zámecký ples je v plném proudu, když se náhle mezi hosty objeví neznámý cizinec a jeho dcera Odilie, která je k nerozeznání podobná Odettě. Podvedený princ přísahá lásku tentokrát Odilii. Nepoznaný Rudovous je spokojen.

### Čtvrtý akt
Odetta je Siegfriedovým činem zdrcena. Zoufalý princ, který poznal osudovou chybu, běží za Odettou k jezeru. Nešťastná Odetta mu odpouští, přichází však Rudovous a dochází k boji. Když se Rudovous chystá po vyhraném souboji prince zabít, rozběhne se Odetta ke břehu a skáče do rozbouřené vody. Rudovous s princem přestanou bojovat a princ zoufale skáče do vody, aby Odettu zachránil. Oba však ve vodě utonou, Rudovous klesne k zemi a zemře žalem.
Vychází slunce a labutě se poklidně pomalu vracejí na jezero.

#### Alternativní konce
- Princ nepozná Rudovousovu léčku s Odilií a k Odettě se nevrátí, ta potom umírá žalem.
- Princ přemůže v souboji Rudovouse a tím zlomí prokletí nad Odettou.
- Rudovous přemůže prince a vrátí se k Odettě.